# Emīlija Sonka
Emīlija Sonka (Kuldīga, 4 de novembre de 1939) va ser una ciclista i entrenadora soviètica d'origen letó. Va guanyar nombrosos curses i el seu major èxit fou el Campionat del món en ruta de 1964. Va ser la primera ciclista soviètica en aconseguir guanyar aquest Campionat.
Va fer podi al campionat de l'URSS en 12 ocasions, tant en categoria individual com en grup, i tant per carretera com en pista. Així, l'any 1963 va guanyar el Campionat dels Pobles de l'URRS a la cursa en grup i l'any següent el Campionat del món en ruta a França. Al campionat de l'URSS del 1968 va obtenir la medalla de plata i el 1970 la de bronze a la cursa per equips.

## Palmarès
- 1964
  -  Campiona del món en ruta